# Szczepanów (Ukraina)
Szczepanów (ukr. Щепанів) – wieś w rejonie kozowskim obwodu tarnopolskiego, założona w 1638 r. W II Rzeczypospolitej miejscowość była częścią gminy wiejskiej Kozowa w powiecie brzeżańskim województwa tarnopolskiego. Wieś liczy 558 mieszkańców.